# Красовицкий, Борис Маркович
Борис Маркович Красовицкий — учёный в области синтеза и органических люминофоров. Заслуженный деятель науки и техники Украины, Лауреат премии Совета Министров СССР, лауреат Государственной премии Украины, лауреат премии им. А. И. Киприанова.

## Публикации
Более 600 публикаций и более 200 изобретений.
- «Organic Luminescent Materials» (1988 г.)
- «Препаративная химия органических люминофоров» (1997 г.)
- «Атлас спектров органических люминофоров» (выпуск 1, 2001 г. и выпуск 2, 2003 г.)
- «Моно- и бифлуорофоры» (совместно с Л. М. Афанасиади, 2002 г.) 966-02-2644-6
- Борис Маркович Красовицкий. Мои учителя и сверстники.
- Борис Маркович Красовицкий. Воспоминания (2008)
- Борис Маркович Красовицкий. Столичный Харьков — город моей юности (2004)
- Борис Маркович Красовицкий. В годы войны (2008)
- Борис Маркович Красовицкий. Повесть о светлячках (2005)
- Органические люминофоры.